# Pavel Surý
Pavel Surý (* 27. června 1958) je český železničář, v letech 2014–2018 generální ředitel Správy železniční dopravní cesty.

## Život
Absolvoval střední průmyslovou školu železniční v Břeclavi. V letech 1994–2000 vystudoval obor Management, marketing a logistika na Dopravní fakultě Jana Pernera Univerzity Pardubice.[zdroj?]
Po studiu střední školy nastoupil k Československým státním dráhám jako výpravčí v železničních stanicích na trati Veselí nad Moravou – Vlárský průsmyk. Během základní vojenské služby sloužil jako výpravčí v železniční stanici Praha hlavní nádraží. Po vojně sloužil na různých pozicích na brněnském hlavní nádraží. V roce 1999 se u Českých drah stal náměstkem ředitele Obchodně-provozního ředitelství Brno pro dopravu. Od roku 2005 pak působil ve vedoucích pozicích Regionálního centra provozu Českých drah v Brně. Po reorganizaci uvnitř Správy železniční dopravní cesty (SŽDC) a převodu zaměstnanců a gesce z Českých drah na Správu železniční dopravní cesty působil ve funkci ředitele Oblastního ředitelství SŽDC v Brně.[zdroj?]
Od 1. června 2014 do 28. února 2018 působil ve funkci generálního ředitel Správy železniční dopravní cesty. Dne 28. února 2018 rezignoval na post generálního ředitele z osobních důvodů. Ve vedení Správy železniční dopravní cesty ho nahradil Jiří Svoboda, který byl pověřen řízením organizace.
Po rezignaci na funkci generálního ředitele SŽDC se stal krátce do 31. října 2018 ředitelem oblastního ředitelství SŽDC v Plzni, kdy tehdejší ředitel musel pro uvolnění místa skončit. Pavla Surého odvolal z pozice ředitele oblastního ředitelství generální ředitel Jiří Svoboda z důvodu spekulací o výhodnosti prodeje drážní pozemků v pražských Dejvicích.
Dnes[kdy?] Pavel Surý působí ve Správě železnic při generálním ředitelství jako odborný poradce.[zdroj?]
Je členem Sociální demokracie. Pavel Surý působil za Českou stranu sociálně demokratickou jako radní a zastupitel městské části Brno-Vinohrady.[zdroj?] Pavel Surý bude působit na jindřichohradecké úzkokolejce.